# Cốc Faraday
Cốc Faraday là một cốc kim loại (dẫn điện) được thiết kế để bắt các hạt tích điện trong chân không. Dòng điện kết quả có thể được đo và sử dụng để xác định số lượng ion hoặc electron chạm vào cốc. Cốc Faraday được đặt theo tên của Michael Faraday, người đầu tiên đưa ra giả thuyết về các ion vào khoảng năm 1830.
Nó được cài đặt trong các tàu thăm dò không gian (Voyager 1, & 2, Parker Solar Probe, v.v.) hoặc được sử dụng trong khối phổ, và các thiết bị khác.

## Nguyên lý hoạt động

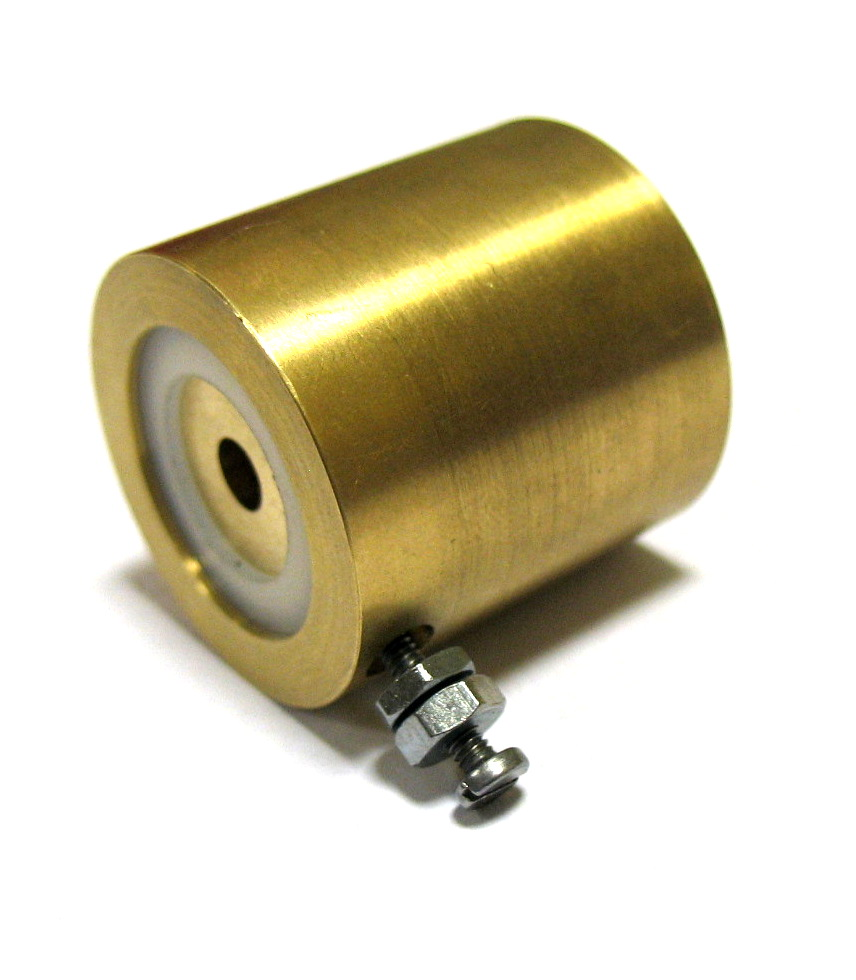
Cốc Faraday với một tấm khử điện tử ở phía trước

Khi một chùm hoặc gói ion chạm vào kim loại, nó thu được một điện tích nhỏ trong khi các ion bị trung hòa. Kim loại sau đó có thể được tách ra để đo một dòng điện nhỏ tỷ lệ thuận với số lượng ion nhúng. Về cơ bản, cốc Faraday là một phần của mạch trong đó các ion là hạt mang điện trong chân không và cốc Faraday là giao diện với kim loại rắn nơi các electron đóng vai trò là hạt mang điện (như trong hầu hết các mạch). Bằng cách đo dòng điện (số lượng electron chạy qua mạch mỗi giây) trong phần kim loại của mạch, số lượng điện tích được các ion mang trong phần chân không của mạch có thể được xác định. Với một chùm ion liên tục (mỗi ion có một điện tích) 
{\displaystyle {\frac {N}{t}}={\frac {I}{e}}}
Trong đó N là số lượng ion quan sát được trong một thời gian t (tính bằng giây), I là dòng điện đo được (tính bằng ampe) và e là điện tích cơ bản (khoảng 1,60 × 10 19 C). Do đó, dòng điện đo được của một nanoamp (10 −9 A) tương ứng với khoảng 6 tỷ ion đập vào cốc Faraday mỗi giây.
Tương tự, cốc Faraday có thể đóng vai trò là thiết bị thu thập các electron trong chân không (ví dụ từ chùm tia điện tử). Trong trường hợp này, các electron chỉ cần chạm vào tấm/cốc kim loại và một dòng điện được tạo ra. Cốc Faraday không nhạy như máy dò nhân điện tử, nhưng được đánh giá cao về độ chính xác vì mối quan hệ trực tiếp giữa dòng điện đo được và số lượng ion. Thiết bị này được coi là một máy dò điện tích phổ vì tính độc lập của nó với năng lượng, khối lượng, hóa học, v.v. của chất phân tích.